# Programa Mercury

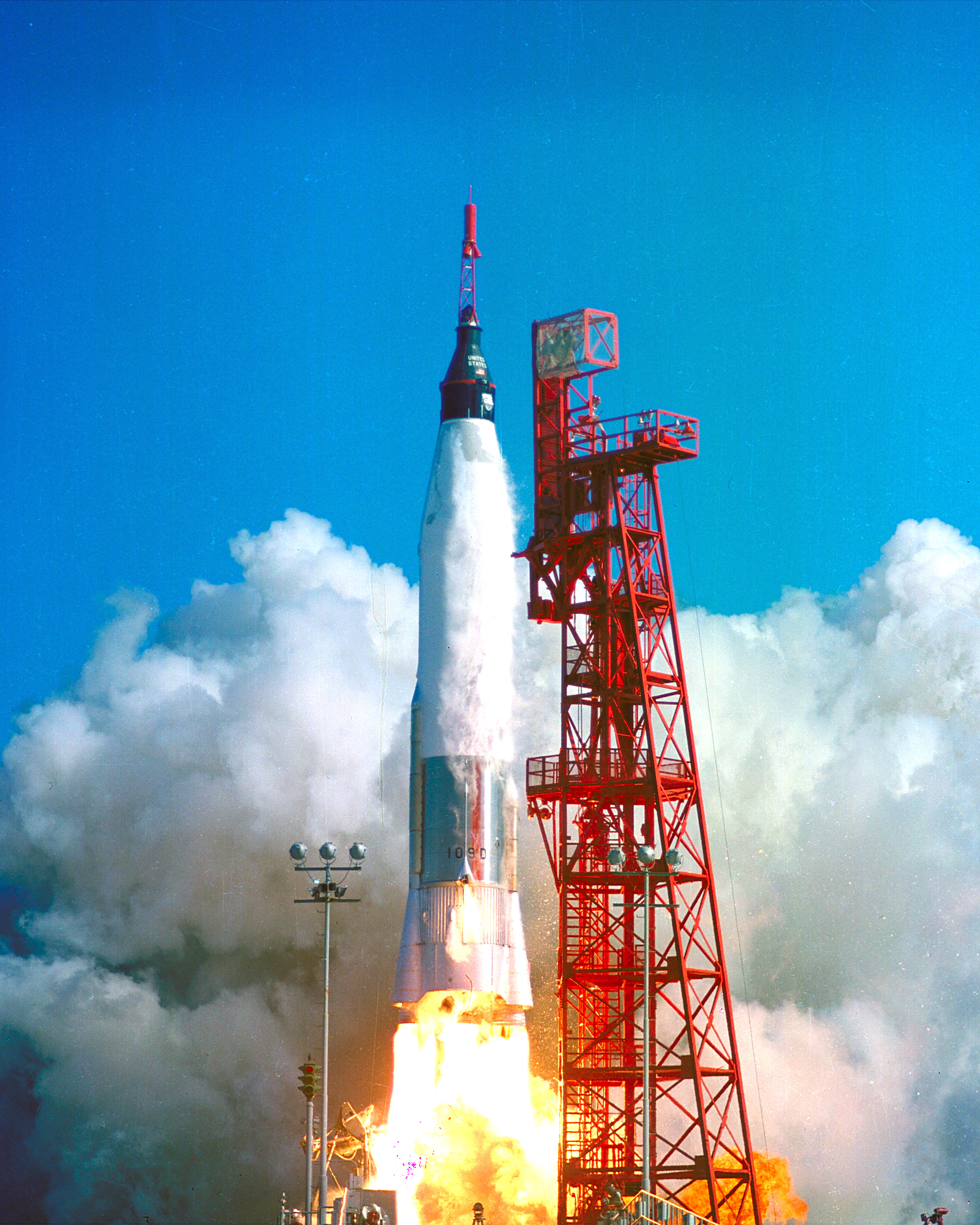
Lanzamiento de la histórica misión Mercury Atlas 6 en la que John Glenn se convirtió en el primer estadounidense en orbitar la Tierra.

El Programa Mercury fue el primer programa espacial tripulado de los Estados Unidos, desarrollado entre 1961 y 1963 en el marco de la carrera espacial. Los inicios del proyecto se remontan al 7 de octubre de 1958, un año y tres días después de que la Unión Soviética pusiera en órbita alrededor de la Tierra al Sputnik 1, el primer satélite en el espacio.
El programa recibió su nombre por Abe Silverstein, uno de los ingenieros y directores del programa, quien también presidió el panel de selección de astronautas. A este grupo de pilotos seleccionados para las misiones del programa —los primeros astronautas de la NASA y de Occidente— se les conocía como «Mercury Seven», motivo por el que se asignó a las naves un nombre seguido de un 7.

## Comienzos

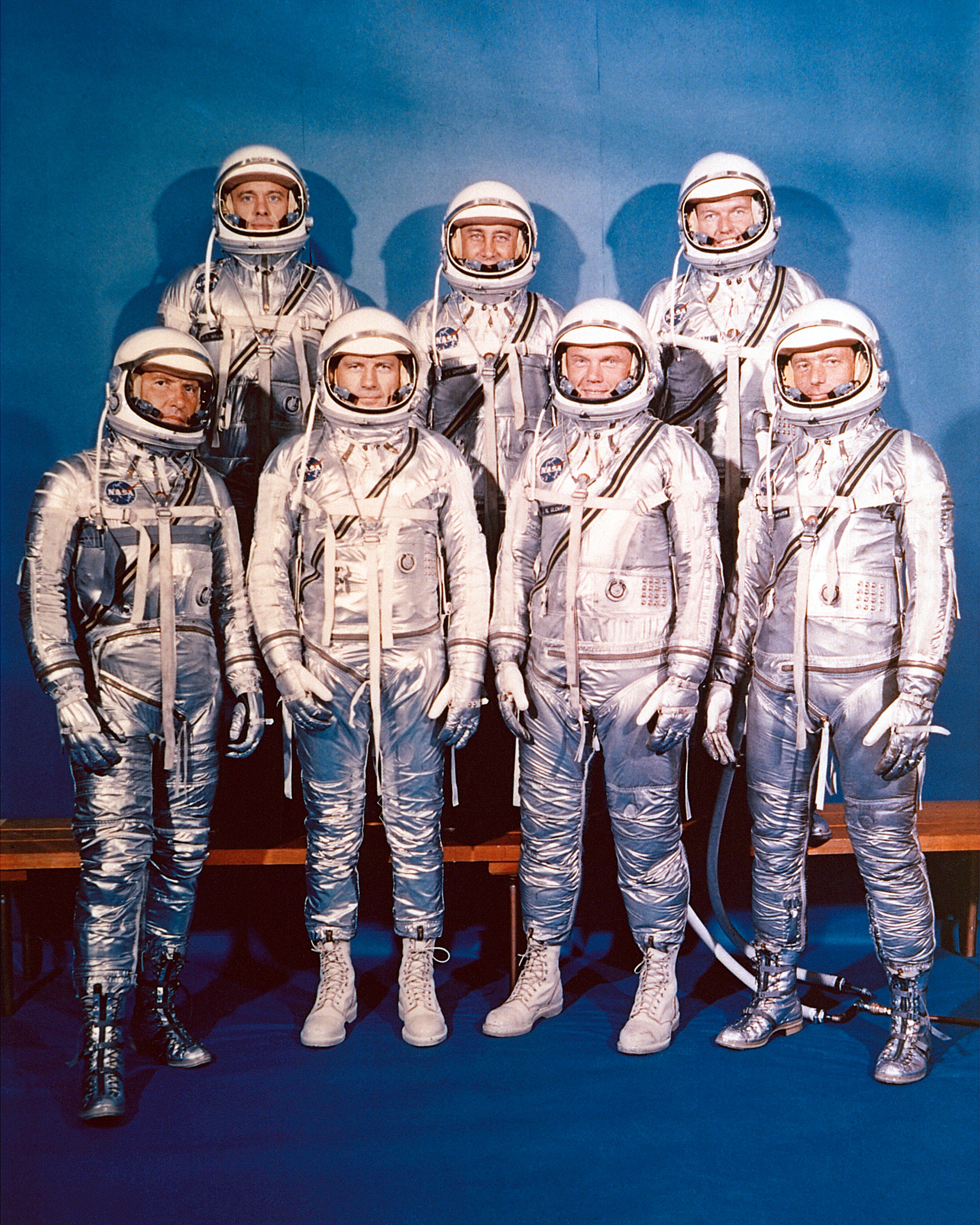
Los «Mercury Seven»: (arriba, de izq. a der.) Alan Shephard, Gus Grissom y Gordon Cooper; (abajo, de izq. a der.) Walter Schirra, Deke Slayton, John Glenn y Scott Carpenter.

El proyecto Mercury fue la respuesta de la NASA ante el liderazgo de ese momento de la Unión Soviética, enfrentada a Estados Unidos durante la Guerra Fría.
Durante el programa Mercury, los ingenieros estadounidenses se vieron presionados ante los desafíos que implicaban la construcción de una nave segura que permitiera a un astronauta llegar hasta la órbita terrestre sin ser destruido por las enormes aceleraciones que ello implicaba. Otra fuente de preocupaciones eran las situaciones extremas propias del ambiente espacial: el vacío, las bruscas fluctuaciones de temperatura y la recién descubierta radiación espacial. Todo esto se complicaba más si cabe por la necesidad de realizar una reentrada a la atmósfera a alta velocidad y proteger al astronauta de las altas temperaturas de reentrada mediante el uso de escudos de protección térmica.

## La cápsula Mercury
El resultado fue la creación de un vehículo de forma balística, sin alas, que haría su reentrada a la atmósfera protegido por un escudo térmico que se quemaría durante esta etapa. Mercury fue diseñado por Max Faget, y fue más versátil y con instrumentos más avanzados que su rival soviética Vostok. 
Las cápsulas Mercury utilizaron dos tipos de cohetes lanzadores (o boosters, en inglés). Los primeros vuelos suborbitales fueron lanzados por cohetes Redstone diseñados por el equipo de Wernher von Braun en Huntsville, Alabama. Para los vuelos orbitales, las cápsulas fueron lanzadas con los Atlas-D, unos cohetes modificados a partir de un misil balístico. Su cubierta de acero era muy delgada para ahorrar peso, por lo que la estabilidad estructural se la proporcionaba la presión del combustible interior (cuando estaba vacío debía ser presurizado con gas para evitar el colapso del lanzador). Este mismo problema lo tendría la siguiente familia de lanzadores para el programa Gemini: los Titan II.

## El equipo humano
Los primeros estadounidenses en ser escogidos para los vuelos espaciales fueron seleccionados de un grupo mayor de 110 pilotos militares elegidos por su experiencia en vuelos de prueba y porque reunían las características físicas necesarias. En 1957 se seleccionaron 7 astronautas para las misiones Mercury:
- Alan B. Shepard
- Virgil I. Grissom (Fallecería en el incendio de su última misión: Apolo 1)
- Gordon Cooper
- Walter Schirra
- Deke Slayton (apartado del proyecto por una afección cardíaca)
- John Glenn
- Scott Carpenter

Solamente volaron 6 de los 7 astronautas seleccionados. Deke Slayton fue descartado de la lista de vuelos debido a un problema de corazón. Slayton continuó en el programa espacial como controlador de misión hasta 1975, cuando finalmente voló en la misión Apolo-Soyuz, de carácter meramente político.
El primer vuelo fue el de Alan Shephard a bordo de la Freedom 7 (freedom significa ‘libertad’), los astronautas nombraban a sus propias naves y todos lo hicieron agregando la terminación «7» en reconocimiento del grupo original de siete astronautas.
Con tal solo 12,33 m³, la cápsula Mercury  permitía la tripulación de tan solo un astronauta. Dentro de la cápsula había 120 conmutadores, 55 interruptores eléctricos, 30 fusibles y 35 palancas mecánicas.

## Las misiones Mercury
Para la seguridad de la cápsula los ingenieros la habían probado la primera vez con monos Rhesus, luego con un chimpancé conocido como Ham, y posteriormente pasaron a hacer otra prueba, pero en esta oportunidad con un maniquí electrónico que respiraba, lo que le permitió a los científicos determinar la estabilidad del ambiente interno de la nave.
Una vez terminada la fase de experimentación y entrenamiento, el 5 de mayo de 1961, Alan Shepard realizaba el primer vuelo suborbital estadounidense. Dado el liderazgo soviético en el espacio, el gobierno estadounidense presentó al mundo este vuelo suborbital como un vuelo espacial. No sería hasta nueve meses más tarde, el 20 de febrero de 1962 cuando el astronauta John Glenn se convertiría en el primer estadounidense en orbitar la Tierra, repitiendo así la hazaña de Yuri Gagarin. En aquel momento los soviéticos ya habían lanzado 48 misiones orbitales y Valentina Tereshkova se convertiría en la primera mujer en el espacio, veinte años antes que la primera estadounidense en el espacio, Sally Ride.
Los seis vuelos de Mercury totalizaron 2 días y 6 horas de vuelo espacial y permitieron aprender que no solo los humanos podían llegar al espacio (como ya habían demostrado los soviéticos) sino que también la necesidad de su presencia era imperativa para el éxito de las misiones. Los ingenieros estadounidenses de tierra aprendieron de estas misiones la necesidad de utilizar redes de comunicaciones mundiales que les permitieran mantener un contacto constante con los vuelos tripulados.
El último vuelo de una nave del proyecto Mercury fue el del Mercury Atlas 9 en la cápsula Faith 7 con L. Gordon Cooper, Jr. el 15 de mayo de 1963, una misión que concluyó al día siguiente. Una vez finalizado el proyecto, la atención del programa de vuelos había cambiado cuando el presidente John F. Kennedy anunciara durante una sesión del Congreso la meta de llevar un estadounidense a la Luna y traerlo a salvo de vuelta.
Para 1963, solamente 500 de las 2500 personas trabajando en el Centro de Vuelos Tripulados de la NASA seguían trabajando para el programa Mercury (los 2000 restantes estaban ocupados trabajando en los programas Gemini y Apolo con los que la NASA lograría mayores avances y su única victoria frente a los soviéticos).
| Nombre oficial      | Nave           | Fecha de lanzamiento     | Vehículo de lanzamiento | Tripulación       | Objetivo(s)                                            | Resultado |
| ------------------- | -------------- | ------------------------ | ----------------------- | ----------------- | ------------------------------------------------------ | --------- |
| Mercury Redstone 1  |                | 21 de noviembre de 1960  | Mercury-Redstone        | No tripulada      | Primer intento del Programa Mercury                    | Fracaso   |
| Mercury Redstone 1A |                | 19 de diciembre de 1960  | Mercury-Redstone        | No tripulada      | Primer vuelo suborbital estadounidense                 | Éxito     |
| Mercury Redstone 2  |                | 31 de enero de 1961      | Mercury-Redstone        | Ham el Chimpancé  | Primer vuelo suborbital estadounidense con un ser vivo | Éxito     |
| Mercury Redstone BD |                | 24 de marzo de 1961      | Mercury-Redstone        | No tripulada      | Vuelo de prueba                                        | Éxito     |
| Mercury Redstone 3  | Freedom 7      | 5 de mayo de 1961        | Mercury-Redstone        | Alan B. Shephard  | Primer estadounidense en vuelo suborbital              | Éxito     |
| Mercury Redstone 4  | Liberty Bell 7 | 21 de julio de 1961      | Mercury-Redstone        | Virgil I. Grissom | Vuelo suborbital                                       | Éxito     |
| Mercury Atlas 5     |                | 13 de septiembre de 1961 | Atlas                   | No tripulada      | Vuelo de prueba                                        | Éxito     |
| Mercury Atlas 6     | Friendship 7   | 20 de febrero de 1962    | Atlas                   | John Glenn        | Primer estadounidense en órbita                        | Éxito     |
| Mercury Atlas 7     | Aurora 7       | 24 de mayo de 1962       | Atlas                   | Scott Carpenter   | Vuelo orbital y experimentos científicos               | Éxito     |
| Mercury Atlas 8     | Sigma 7        | 3 de octubre de 1962     | Atlas                   | Walter Schirra    | Vuelo orbital / primera comunicación por radio en vivo | Éxito     |
| Mercury Atlas 9     | Faith 7        | 15 de mayo de 1963       | Atlas                   | Gordon Cooper     | Vuelo orbital / prueba de duración y experimentos      | Éxito     |

## Temas relacionados al programa espacial de los Estados Unidos
- Proyecto Gemini
- Programa Apolo
- Apolo-Soyuz
- Programa Skylab
- Programa del Transbordador Espacial
- Lista de sondas interplanetarias estadounidenses